# Ravine Glode
Die Ravine Glode ist ein Bach an der Westküste der Karibikinsel St. Lucia.

## Geographie
Der Bach verläuft im Gebiet von Vide Bouteille, einem Vorort von Castries, und mündet östlich des George F. L. Charles Airport an der Malabar Beach ins Karibische Meer (Choc Bay).